# Binibining Pilipinas
Binibining Pilipinas (Señorita Filipinas; Miss Filipinas) es un concurso de belleza nacional en Filipinas. Fundado en 1964, se encarga de elegir a las representantes del país en Miss Internacional y The Miss Globe.

## Historia
Stella Márquez-Araneta, una ex Miss Colombia, que se convirtió en semifinalista de Miss Universo y la primera ganadora del concurso de belleza Miss Internacional en 1960, es el presidente de la Fundación Infantil Binibining Pilipinas Incorporated (BPCI), que ha sido el soporte oficial de franquicia nacional de la Organización miss Universo desde 1964 después de que fue transmitida por su predecesor, Miss Philippines, que ha sido el titular de la franquicia 1952-1963.
Filipinas, a través BPCI, ha producido cuatro ganadoras de Miss Universo (Gloria Díaz en 1969, Margarita Moran en 1973, Pia Wurtzbach en 2015 y Catriona Gray en 2018), Cinco ganadores de Miss Internacional (Aurora Pijuan en 1970, Melanie Marquez en 1979, Lara Quigaman en 2005 , Bea Santiago en 2013 y kelye verzosa en 2016), Una Miss Tourism International (versión Macao), que Filipinas había ganado por Binibining Pilipinas Universo 1995 (Joanne Santos en 1997), una Miss Tourism International Anatolya Turkish ganadora (Michelle Cuevas Reyes en 2001), una ganadora de Miss Globe Internacional (Maricar Balagtas en 2001), una ganadora de Miss Tourism International Black Sea  (Kristine Reyes Alzar en 2002), una Queen of Tourism International  (Noela Mae Evangelista en 2003), una ganadora de Miss Supranacional (Mutya Datul en 2013), y una Miss Globe (Ann Colis en 2015). La primera corona de Miss Internacional para las Filipinas, ganadas por Gemma Cruz en 1964, es un producto de la elección de Miss Philippines, el predecesor del certamen Binibining Pilipinas. Aunque BPCI había adquirido la franquicia local del concurso de Miss Mundo en 1992, la primera corona fue ganado por Megan Young en 2013, que es un producto de su sucesor, Miss World Philippines. Filipinas todavía no ha ganado Miss Grand International.

## Ganadoras
Color Clave
- La Concursante ganó un concurso internacional.
- La Concursante fue finalista en un concurso internacional.
- La Concursante fue semifinalista en un concurso internacional.
- La Candidata asumió un nuevo título
- La Concursante no Participó en el concurso internacional.
- La Candidata no clasificó pero se llevó una Premiación Especial en el concurso.

### 1964 – 1969
| Año  | Binibining Pilipinas   | Binibining Pilipinas    | Finalistas                           | Finalistas              | Finalistas        | Finalistas               |
| Año  | Universo               | Internacional           | 1ª. Finalista                        | 2ª. Finalista           | 3ª. Finalista     | 4ª. Finalista            |
| ---- | ---------------------- | ----------------------- | ------------------------------------ | ----------------------- | ----------------- | ------------------------ |
| 1964 | Maria Myrna Panlilio†  | No Entregado            | Milagros Cataag                      | Elvira Gonzales         | No Entregado      | No Entregado             |
| 1965 | Louise Vail Aurelio    | Isabelle Barnett Santos | Isabelle Barnett Santos              | Sheba Mulok             | June Frances Roco | Elvira Gonzales          |
| 1965 | Louise Vail Aurelio    | Isabelle Barnett Santos | No Reemplazada                       | Sheba Mulok             | June Frances Roco | Elvira Gonzales          |
| 1966 | Maria Clarinda Soriano | No Entregado            | Elizabeth Ann Jolene Luciano Winsett | Lillian Carriedo        | Mary Lou Navarro  | Josine Loinas de Tavera  |
| 1967 | Pilar Delilah Pilapil  | No Entregado            | María Luisa Cordova                  | María Rica Key          | María Mercedes Uy | Erlinda Stuart           |
| 1968 | Rosario Zaragoza       | Nenita Ramos            | Maria Elena Samson                   | Benigna Rustia          | Tina Artillaga    | Georgitta Pimentel       |
| 1969 | Gloria Maria Diaz      | Margaret Rose Montinola | Nelia Sancho                         | Cynthia Commans Quirino | Maricar Azaola    | Carmina Cuervo Gutiérrez |

### 1970 – 1979
| Año  | Binibining Pilipinas  | Binibining Pilipinas     | Binibining Pilipinas                 | Binibining Pilipinas            | Binibining Pilipinas      | Binibining Pilipinas    | Finalistas                           | Finalistas                     | Finalistas             | Finalistas                 |
| Año  | Universo              | Internacional            | Maja Pilipinas                       | Young Pilipinas                 | Charming Pilipinas        | World Peace Philippines | 1ª. Finalista                        | 2ª. Finalista                  | 3ª. Finalista          | 4ª. Finalista              |
| ---- | --------------------- | ------------------------ | ------------------------------------ | ------------------------------- | ------------------------- | ----------------------- | ------------------------------------ | ------------------------------ | ---------------------- | -------------------------- |
| 1970 | Simonette delos Reyes | Aurora Pijuan            | No Entregado                         | Carmencita Hufano Avecilla      | No Entregado              | No Entregado            | Imelda Pagaspas                      | Elizabeth Magbanua             | Ana Maria Caguiat      | Lily del Rosario           |
| 1971 | Vida Valentina Doria  | Evelyn Camus             | No Entregado                         | Maricar Sison Zaldarriaga       | Milagros Dorado Gutiérrez | No Entregado            | Milagros Dorado Gutiérrez            | Donna de Guzmán                | Consuelo Lozano        | Carolyn Flores             |
| 1972 | Armi Barbara Crespo   | Yolanda Domínguez        | Bernice Romualdez                    | Maria Lourdes Mauleon Vallejo   | Maria Isabel Dacanay Seva | No Entregado            | Ana Maria Arambulo                   | Maria Penson                   | Noa-Noa Labit          | Consuelo Lorena Escalambre |
| 1973 | Maria Margarita Moran | Maria Elena Suárez Ojeda | Maria Nanette Macapagal Prodigalidad | Maria Milagros de la Fuente     | No Entregado              | Joan Gatlin Salas       | Maria Nanette Macapagal Prodigalidad | Joan Gatlin Salas              | Mercedes Ditas Zabarte | Pacita Rosalinda Yuviengco |
| 1974 | Guadalupe Sánchez     | Erlynne Bernardez        | Pacita Eduarda Guevarra              | Deborah Cabrera Enriquez        | No Entregado              | No Entregado            | Imelda Cajanding                     | Cynthia Villanueva             | No Entregado           | No Entregado               |
| 1975 | Rose Marie Brosas     | Jaye Murphy              | Annette Liwanag                      | Jean Cuala Saburit              | No Entregado              | No Entregado            | Hermenia Nenita Hernández            | María Luisa Montinola          | No Entregado           | No Entregado               |
| 1976 | Elizabeth de Padua    | Maria Dolores Ascalon    | Cynthia Nakpil                       | Marilou Javellana Fernández     | No Entregado              | No Entregado            | Celita de Castro                     | Maricel Quintos                | No Entregado           | No Entregado               |
| 1977 | Anna Lorraine Kier    | María Cristina Alberto†  | Annabelle Arambulo                   | Dorothy Sue Sulse Bradley       | No Entregado              | No Entregado            | Digna Ramos                          | Dianne Jeanne Christine Chiong | No Entregado           | No Entregado               |
| 1978 | Jennifer Cortez       | Luz Policarpio           | Ligaya Pascual                       | Anne Rose Thompson Blas         | No Entregado              | No Entregado            | Katherine Manuel                     | María Luisa Montinola          | No Entregado           | No Entregado               |
| 1979 | Criselda Cecilio      | Mimilanie Marquez        | Princess Ava Quibranza               | Maria Theresa Gerodias Carlson† | No Entregado              | No Entregado            | Perla Salig                          | Catherine Veloso               | No Entregado           | No Entregado               |

### 1980 – 1989
| Año  | Binibining Pilipinas      | Binibining Pilipinas           | Binibining Pilipinas     | Binibining Pilipinas             | Binibining Pilipinas             | Binibining Pilipinas             | Finalistas              | Finalistas           |
| Año  | Universo                  | Internacional                  | Maja Pilipinas           | Young Pilipinas                  | Tourismo                         | Miss Flower Queen                | 1ª. Finalista           | 2ª. Finalista        |
| ---- | ------------------------- | ------------------------------ | ------------------------ | -------------------------------- | -------------------------------- | -------------------------------- | ----------------------- | -------------------- |
| 1980 | Maria Rosario Silayan†    | Diana Jeanne Christine Chiong  | Maria Asunción Spirig    | Maria Felicidad Luis             | No Formaba Parte de Bb.Pilipinas | No Formaba Parte de Bb.Pilipinas | Susan Warsaw Africa     | Celestina Maristela  |
| 1981 | Maria Caroline Mendoza    | Alice Veronica Sacasas         | Josephine Bautista Singh | Joyce Ann Fellosas Burton        | No Formaba Parte de Bb.Pilipinas | No Formaba Parte de Bb.Pilipinas | Rosanna Peña            | Maria Dolores López  |
| 1982 | María Isabel López        | Maria Adela Lisa Manibog       | Nanette Cruz             | Sharon Georgina Hughes           | No Formaba Parte de Bb.Pilipinas | No Formaba Parte de Bb.Pilipinas | Maria Desiree Verdadero | Maria Ana Liza Gino  |
| 1983 | Rosita Capuyon Nakamura   | Flor Eden Pastrana             | Maria Anna Cádiz         | Shalymar Orcullo Alcantara       | No Formaba Parte de Bb.Pilipinas | No Formaba Parte de Bb.Pilipinas | Matea Leah Aurora Tagle | Racquel Buenaventura |
| 1984 | Maria Desiree Verdadero   | Catherine Jane Brummitt        | Maria Villa Bella Nachor | Rachel Anne Bulawin Wolfe        | No Formaba Parte de Bb.Pilipinas | No Formaba Parte de Bb.Pilipinas | Corazón Tierro          | Anna Mari Lingad     |
| 1984 | Maria Desiree Verdadero   | Maria Villa Bella Nachor       | Catherine Jane Brummit   | Rachel Anne Bulawin Wolfe        | No Formaba Parte de Bb.Pilipinas | No Formaba Parte de Bb.Pilipinas | Corazón Tierro          | Anna Mari Lingad     |
| 1985 | Joyce Ann Fellosas Burton | Sabrina Simonette Marie Artadi | María Luisa González     | Divina Cristina Zaballero Alcala | No Formaba Parte de Bb.Pilipinas | No Formaba Parte de Bb.Pilipinas | Glenah Marie Slaton     | Rita Rosanna Biazon  |
| 1986 | Violeta Asela Naluz       | Jessie Alice Dixson            | María Cristina Recto     | No Formaba Parte de Bb.Pilipinas | No Formaba Parte de Bb.Pilipinas | No Formaba Parte de Bb.Pilipinas | Catharina Salazar       | Christine Bonifacio  |
| 1987 | Geraldine Edith Asis      | Maria Lourdes Enriquez         | María Luisa Jiménez      | No Formaba Parte de Bb.Pilipinas | Marie Avon Boyle García          | No Formaba Parte de Bb.Pilipinas | Angela Larrazabal       | Rosabelle Adriano    |
| 1988 | Pérfida Limpin            | Maria Anthea Robles            | Maria Muriel Moral       | No Formaba Parte de Bb.Pilipinas | Maritoni Judith Daya             | No Formaba Parte de Bb.Pilipinas | Amelia Joy dela Cruz    | Lorna Legaspi        |
| 1989 | Sara Jane Paez            | Lilia Eloisa Andanar           | Jeanne Therese Hilario   | No Formaba Parte de Bb.Pilipinas | Marichele Cruz                   | Maria Rita Manalili Apostol      | Suzanne Park Fahling    | Michelle Blardony    |

### 1990 – 1999
| Año  | Binibining Pilipinas     | Binibining Pilipinas             | Binibining Pilipinas             | Binibining Pilipinas             | Binibining Pilipinas | Finalistas               | Finalistas          |
| Año  | Universo                 | Mundo                            | Internacional                    | Maja Pilipinas                   | Tourismo             | 1ª. Finalista            | 2ª. Finalista       |
| ---- | ------------------------ | -------------------------------- | -------------------------------- | -------------------------------- | -------------------- | ------------------------ | ------------------- |
| 1990 | Germelina Leah Padilla   | No Formaba Parte de Bb.Pilipinas | Jennifer Pingree                 | Precious Bernadette Tongko       | Milagros Javelosa    | Mutya Crisostomo Laxa    | Leonor Cueto        |
| 1991 | Anjanette Abayari        | No Formaba Parte de Bb.Pilipinas | Maria Patricia Betita            | Maria Lourdes González           | No Entregado         | Selina Manalad           | Jennette Fernando   |
| 1991 | Maria Lourdes González   | No Formaba Parte de Bb.Pilipinas | Maria Patricia Betita            | Selina Manalad                   | No Entregado         | Jennette Fernando        | Anna Marie Torres   |
| 1992 | Elizabeth Berroya        | Marilen Espino                   | Jo-Anne Timothea Alivio          | Marina Pura Benipayo             | No Entregado         | Hazel Huelves            | Michelle Buan       |
| 1992 | Elizabeth Berroya        | Marina Pura Benipayo             | Jo-Anne Timothea Alivio          | Marina Pura Benipayo             | No Entregado         | Hazel Huelves            | Michelle Buan       |
| 1993 | Melinda Joanna Gallardo  | Sharmaine Ruffa Gutiérrez        | Sheela Mae Santarin†             | No Entregado                     | Jenette Fernando     | Cristina Ang Esguerra    | Myra Macariola      |
| 1994 | Charlene Gonzales Bonnin | Caroline Subijano                | Alma Concepción                  | No Entregado                     | Sheila Marie Dizon   | Abbygale Arenas          | Eda Calonia         |
| 1995 | Joanne Santos            | Reham Snow Tago                  | Gladys Andre Dueñas              | Tiffany Cuna                     | No Entregado         | Caroline Pobre           | Margaret Laing      |
| 1996 | Aileen Damiles           | Daisy Reyes                      | Yedda Marie Mendoza Kittilstvedt | No Formaba Parte de Bb.Pilipinas | No Entregado         | Maria Sovietskaya Bacud  | Sonia Santiago      |
| 1997 | Abbygale Arenas          | Kristine Rachel Florendo         | Susan Jane Ritter                | No Formaba Parte de Bb.Pilipinas | No Entregado         | Abiele Arianne del Moral | Marivic Galang      |
| 1998 | Olivia Tisha Silang      | Rachel Soriano                   | Colette Centeno Glazer           | No Formaba Parte de Bb.Pilipinas | No Entregado         | Jewel May Lobaton        | Elsie Sicat         |
| 1998 | Jewel May Lobaton        | Rachel Soriano                   | Colette Centeno Glazer           | No Formaba Parte de Bb.Pilipinas | No Entregado         | Elsie Sicat              | Esabela Cabrera     |
| 1999 | Janelle Bautista         | Miriam Quiambao                  | Lalaine Edson                    | No Formaba Parte de Bb.Pilipinas | No Entregado         | Michelle Arcangel        | Joelle Marie Pelaez |
| 1999 | Miriam Quiambao          | Lalaine Edson                    | Georgina Anne Sandico            | No Formaba Parte de Bb.Pilipinas | No Entregado         | Michelle Arcangel        | Joelle Marie Pelaez |

### 2000 – 2009
| Año  | Binibining Pilipinas | Binibining Pilipinas       | Binibining Pilipinas      | Finalistas               | Finalistas                    |
| Año  | Universo             | Mundo                      | Internacional             | 1ª. Finalista            | 2ª. Finalista                 |
| ---- | -------------------- | -------------------------- | ------------------------- | ------------------------ | ----------------------------- |
| 2000 | Nina Ricci Alagao    | Katherine Annwen de Guzmán | Joanna Maria Peñaloza     | María Cristina Tan       | Nicole Hofer                  |
| 2001 | Zorayda Ruth Andam   | Gilrhea Quinzon            | Maricarl Tolosa           | Michelle Cueva Reyes     | Maricar Balagtas              |
| 2002 | Karen Loren Agustín  | Katherine Anne Manalo      | Kristine Alzar            | Margaret Ann Bayot       | Maria Lourdes Magno           |
| 2003 | Carla Gay Balingit   | Maria Rafaela Yunon        | Jhezarie Javier           | Kate Sephora Baesa       | Noela Mae Evangelista         |
| 2004 | Maricar Balagtas     | Maria Karla Bautista       | Margaret Ann Bayot        | Tracy Ann Javelona       | Princess Jasmine Tiongson     |
| 2005 | Gionna Cabrera       | Carlene Aguilar            | Precious Lara Quigaman    | Wendy Valdez             | Melanie Lariosa Ediza         |
| 2006 | Lia Andrea Ramos     | Anna Maris Igpit           | Denille Lou Valmonte      | Rosalyn Sirikit Santiago | Jeanne Bernadette Bello       |
| 2007 | Anna Theresa Licaros | Margaret Wilson            | Nadia Lee Cien Shami      | Leizel Verses            | Abigail Lesley Cruz           |
| 2008 | Jennifer Barrientos  | Janina San Miguel          | Patricia Fernández        | Danielle Kirsten Castaño | Elizabeth Jacqueline Nacuspag |
| 2008 | Jennifer Barrientos  | Danielle Kirsten Castaño   | Patricia Fernández        | Danielle Kirsten Castaño | Elizabeth Jacqueline Nacuspag |
| 2009 | Pamela Bianca Manalo | Marie-Ann Umali            | Melody Adelheid Gersbach† | Richell Angalot          | Regina Hahn                   |

### 2010 - 2014
| Año  | Binibining Pilipinas | Binibining Pilipinas              | Binibining Pilipinas      | Binibining Pilipinas             | Binibining Pilipinas             | Binibining Pilipinas             | Finalistas             | Finalistas             |
| Año  | Universo             | Mundo                             | Internacional             | Tourism Queen International      | Supranacional                    | Intercontinental                 | 1ª. Finalista          | 2ª. Finalista          |
| ---- | -------------------- | --------------------------------- | ------------------------- | -------------------------------- | -------------------------------- | -------------------------------- | ---------------------- | ---------------------- |
| 2010 | Maria Venus Raj      | Czarina Catherine Gatbonton       | Krista Eileen Kleiner     | No Formaba Parte de Bb.Pilipinas | No Formaba Parte de Bb.Pilipinas | No Formaba Parte de Bb.Pilipinas | Dianne Elaine Necio    | Helen Nicolette Henson |
| 2011 | Shamcey Supsup       | No formaba parte de Bb. Pilipinas | Dianne Elaine Necio       | Isabella Angela Manjon           | No Formaba Parte de Bb.Pilipinas | No Formaba Parte de Bb.Pilipinas | Janine Mari Tugonon    | Mary Jean Lastimosa    |
| 2012 | Janine Mari Tugonon  | No formaba parte de Bb. Pilipinas | Nicole Cassandra Schmitz  | Katrina Jayne Dimaranan          | Elaine Kay Moll                  | No Formaba Parte de Bb.Pilipinas | Elaine Kay Moll        | Annalie Forbes         |
| 2012 | Janine Mari Tugonon  | No formaba parte de Bb. Pilipinas | Nicole Cassandra Schmitz  | Katrina Jayne Dimaranan          | Elaine Kay Moll                  | No Formaba Parte de Bb.Pilipinas | Annalie Forbes         | No Entregado           |
| 2013 | Ariella Arida        | No formaba parte de Bb. Pilipinas | Bea Rose Santiago         | Joanna Cindy Miranda             | Mutya Johanna Datul              | No Formaba Parte de Bb.Pilipinas | Pia Wurtzbach          | No Entregado           |
| 2014 | Mary Jean Lastimosa  | No formaba parte de Bb. Pilipinas | Mary Anne Bianca Guidotti | Parul Shah                       | Yvethe Marie Santiago            | Kris Tiffany Janson              | Laura Victoria Lehmann | Hannah Ruth Sison      |

### 2015 - 2019
| Año  | Binibining Pilipinas            | Binibining Pilipinas   | Binibining Pilipinas | Binibining Pilipinas   | Binibining Pilipinas          | Binibining Pilipinas    | Finalistas                                                            | Finalistas            |
| Año  | Universo                        | Internacional          | Supranacional        | Grand Internacional    | Intercontinental              | Globe                   | 1ª. Finalista                                                         | 2ª. Finalista         |
| ---- | ------------------------------- | ---------------------- | -------------------- | ---------------------- | ----------------------------- | ----------------------- | --------------------------------------------------------------------- | --------------------- |
| 2015 | Pia Wurtzbach                   | Janicel Lubina         | Rogelie Catacutan    | Parul Shah             | Christi Lynn McGarry          | Ann Lorraine Colis      | Hannah Ruth Sison                                                     | Kimverlyn Suiza       |
| 2016 | Maria Mika Maxine Medina        | Kylie Verzosa          | Joanna Louise Eden   | Nicole Cordoves        | Jennifer Ruth Hammond         | Nichole Marie Manalo    | Angelica Alita                                                        | Jehza Mae Huelar      |
| 2017 | Rachel Louise Peters            | Maria Angelica De Leon | Chanel Olive Thomas  | Elizabeth Clenci       | Katarina Sonja Rodríguez      | Nelda Dorothea Ibe      | Charmaine Elima                                                       | Kristel Guelos        |
| 2018 | Catriona Elisa Gray             | Maria Ahtisa Manalo    | Jehza Mae Huelar     | Eva Psychee Patalinjug | Karen Juanita Gallman         | Michele Theresa Gumabao | Vickie Marie Milagrosa Rushton                                        | Samantha Mae Bernardo |
| 2019 | Gazini Christiana Jordi Ganados | Bea Patricia Magtanong | Resham Ramirez Saeed | Emma Mary Tiglao       | Samantha Ashley Lo (Renunció) | Leren Mae Bautista      | Maria Andrea Abesamis (Asumió Bb. Pilipinas Grand International 2019) | Samantha Mae Bernardo |

### 2020 - 2024
| Año  | Binibining Pilipinas                                    | Binibining Pilipinas                                                    | Binibining Pilipinas                                                                   | Binibining Pilipinas                                    | Finalistas                | Finalistas              |
| Año  | International                                           | Grand Internacional                                                     | Intercontinental                                                                       | Globe                                                   | 1ª. Finalista             | 2ª. Finalista           |
| ---- | ------------------------------------------------------- | ----------------------------------------------------------------------- | -------------------------------------------------------------------------------------- | ------------------------------------------------------- | ------------------------- | ----------------------- |
| 2020 | Concurso no se realizó debido a la pandemia de COVID 19 | Samantha Mae Bernardo                                                   | Concurso no se realizó debido a la pandemia de COVID 19                                | Concurso no se realizó debido a la pandemia de COVID 19 | No Entregado              | No Entregado            |
| 2021 | Hannah Consencino Arnold                                | Samantha Alexandra Panlilio                                             | Cinderella Faye Obeñita                                                                | Maureen Ann Montagne                                    | Gabrielle Camille Basiano | Meiji Cruz              |
| 2022 | Nicole Borromeo                                         | Roberta Angela Tamondong                                                | Gabrille Camille Basiano                                                               | Chelsea Lovely Fernandez                                | Herlene Nicole Budol      | Stacey Daniella Gabriel |
| 2023 | Angelica Lopez                                          | La franquicia se hizo cargo de Arnold Vegafria con Miss Mundo Filipinas | La franquicia se hizo cargo de Cory Quirino con Mutya ng Pilipinas (Joya de Filipinas) | Annalena Valencia Lakrini                               | Katrina Anne Johnson      | Atasha Reign Parani     |
| 2024 | Myrna Esguerra                                          | La franquicia se hizo cargo de Arnold Vegafria con Miss Mundo Filipinas | La franquicia se hizo cargo de Cory Quirino con Mutya ng Pilipinas (Joya de Filipinas) | Jasmin Bungay                                           | Christal Jean dela Cruz   | Trisha Martinez         |

### 2025 - 2029
| Año  | Binibining Pilipinas | Binibining Pilipinas | Finalistas    | Finalistas    |
| Año  | International        | Globe                | 1ª. Finalista | 2ª. Finalista |
| ---- | -------------------- | -------------------- | ------------- | ------------- |
| 2025 | TBD                  | TBD                  | TBD           | TBD           |

## Representación en concursos internacionales por año
Colores clave
- Declarada como ganadora
- Terminó como finalista
- Terminó como semifinalista o cuartofinalista

### Franquicias actuales

#### Miss Internacional
Miss Filipinas (1964-1969), Binibining Pilipinas Internacional (1969-presente)
| Año  | Representante                  | Posición alcanzada      | Premio(s) especial(es)          |
| ---- | ------------------------------ | ----------------------- | ------------------------------- |
| 1964 | Gemma Teresa Cruz              | Miss Internacional 1964 |                                 |
| 1965 | Isabel Santos                  |                         |                                 |
| 1967 | Margarita Romualdez            |                         |                                 |
| 1968 | Nenita Ramos                   | Top 15                  |                                 |
| 1969 | Margaret Rose Montinola        | Top 15                  |                                 |
| 1970 | Aurora Pijuan                  | Miss Internacional 1970 |                                 |
| 1971 | Evelyn Camus                   | Segunda finalista       |                                 |
| 1972 | Yolanda Dominguez              | Segunda finalista       | - Mejor Traje Nacional          |
| 1973 | Maria Elena Ojeda              | Cuarta finalista        |                                 |
| 1974 | Erlynne Bernardez              |                         |                                 |
| 1975 | Jaye Murphy                    | Top 15                  |                                 |
| 1976 | Maria Dolores Ascalon          | Top 15                  |                                 |
| 1977 | Maria Cristina Alberto         | Retirada                |                                 |
| 1978 | Luz Policarpio                 |                         |                                 |
| 1979 | Mimilanie «Melanie» Marquez    | Miss Internacional 1979 | - Mejor Traje Nacional          |
| 1980 | Diana Jeanne Christine Chiong  |                         |                                 |
| 1981 | Alice Veronica Sacasas         | Top 15                  |                                 |
| 1982 | Maria Adela Lisa Manibog       |                         |                                 |
| 1983 | Flor Eden Pastrana             |                         |                                 |
| 1984 | Maria Villa Bella Nachor       |                         |                                 |
| 1985 | Sabrina Simonette Marie Artadi |                         |                                 |
| 1986 | Jessie Alice Dixson            | Top 15                  |                                 |
| 1987 | Maria Lourdes Enriquez         | Top 10                  |                                 |
| 1988 | Maria Anthea Robles            |                         |                                 |
| 1989 | Lilia Eloisa Andanar           |                         | - Miss Amistad                  |
| 1990 | Jennifer Pingree               |                         |                                 |
| 1991 | Maria Patricia Betita          | Top 15                  |                                 |
| 1992 | Joanne Timothea Alivio         |                         |                                 |
| 1993 | Sheela Mae Santarin            |                         |                                 |
| 1994 | Alma Concepcion                | Top 15                  | - Miss Amistad                  |
| 1995 | Gladys Andre Dueñas            | Top 15                  |                                 |
| 1996 | Yedda Marie Kittilstvedt       | Top 15                  |                                 |
| 1997 | Susan Jane Ritter              | Top 15                  |                                 |
| 1998 | Colette Glazer                 | Top 15                  |                                 |
| 1999 | Georgina Anne Sandico          |                         |                                 |
| 2000 | Joanna Maria Peñaloza          |                         |                                 |
| 2001 | Maricarl Tolosa                |                         |                                 |
| 2002 | Kristine Alzar                 |                         |                                 |
| 2003 | Jhezarie Javier                |                         |                                 |
| 2004 | Margaret-Ann Bayot             | Top 15                  |                                 |
| 2005 | Precious Lara Quigaman         | Miss Internacional 2005 |                                 |
| 2006 | Denille Lou Valmonte           |                         |                                 |
| 2007 | Nadia Lee Cien Shami           |                         |                                 |
| 2008 | Patricia Isabel Fernandez      | Top 10                  |                                 |
| 2009 | Melody Adelheid Gersbach †     | Top 15                  |                                 |
| 2010 | Krista Eileen Kleiner          | Top 15                  | - Miss Talento - Miss Expresiva |
| 2011 | Dianne Elaine Necio            | Top 15                  | - Miss Internet                 |
| 2012 | Nicole Cassandra Schmitz       | Top 15                  |                                 |
| 2013 | Bea Rose Santiago              | Miss Internacional 2013 |                                 |
| 2014 | Mary Anne Bianca Guidotti      |                         |                                 |
| 2015 | Janicel Lubina                 | Top 10                  | - Mejor Vestuario               |
| 2016 | Kylie Verzosa                  | Miss Internacional 2016 |                                 |
| 2017 | Maria Angelica De Leon         |                         |                                 |
| 2018 | Maria Ahtisa Manalo            | Primera finalista       | - Premio People's Choice        |
| 2019 | Bea Patricia Magtanong         | Top 8                   |                                 |
| 2022 | Hannah Arnold                  | Top 15                  |                                 |
| 2023 | Nicole Borromeo                | Tercera finalista       |                                 |
| 2024 | Angelica Lopez                 | Por competir            |                                 |

#### The Miss Globe
Binibining Pilipinas Globe (2015-presente)
| Year | Representante            | Posición alcanzada  | Premio(s) especial(es)                                                    |
| ---- | ------------------------ | ------------------- | ------------------------------------------------------------------------- |
| 2015 | Ann Lorraine Colis       | The Miss Globe 2015 |                                                                           |
| 2016 | Nichole Marie Manalo     | Tercera finalista   | - Miss Chica de Ensueño del Mundo                                         |
| 2017 | Nelda Dorothea Ibe       | Primera finalista   |                                                                           |
| 2018 | Michele Theresa Gumabao  | Top 15              | - Miss Chica de Ensueño del Mundo - Miss Redes Sociales                   |
| 2019 | Leren Mae Bautista       | Segunda finalista   |                                                                           |
| 2021 | Maureen Ann Montagne     | The Miss Globe 2021 | - Primera finalista en Miss Bikini - Finalista en el desafío Head to Head |
| 2022 | Chelsea Lovely Fernandez | Top 15              | - Desafío Head to Head                                                    |
| 2023 | Anna Valencia Lakrini    | Segunda finalista   |                                                                           |

### Franquicias anteriores

#### Miss Universo
Bb. Pilipinas (1964-1971), Bb. Pilipinas -  Universo (1972-2011) y Miss Universo Filipinas (2011-2019)
| Año  | Representante                   | Posición alcanzada | Premio(s) especial(es)                                                      |
| ---- | ------------------------------- | ------------------ | --------------------------------------------------------------------------- |
| 1964 | Maria Myrna Panlilio            |                    |                                                                             |
| 1965 | Louise Patricia Vail            | Top 15             |                                                                             |
| 1966 | Maria Clarinda Soriano          | Top 15             |                                                                             |
| 1967 | Pilar Delilah Pilapil           |                    |                                                                             |
| 1968 | Rosario Zaragoza                |                    |                                                                             |
| 1969 | Gloria Maria Diaz               | Miss Universo 1969 | - Top 10 en Mejor en Traje de Baño                                          |
| 1970 | Simonette de los Reyes          |                    |                                                                             |
| 1971 | Vida Valentina Doria            |                    | - Miss Fotogénica                                                           |
| 1972 | Armi Barbara Crespo             | Top 12             |                                                                             |
| 1973 | Maria Margarita Moran           | Miss Universo 1973 | - Miss Fotogénica                                                           |
| 1974 | Guadalupe Sanchez               | Top 12             |                                                                             |
| 1975 | Rose Marie Brosas               | Cuarta finalista   |                                                                             |
| 1976 | Elizabeth de Padua              |                    |                                                                             |
| 1977 | Anna Lorraine Kier              |                    |                                                                             |
| 1978 | Jennifer Cortes                 |                    |                                                                             |
| 1979 | Criselda Cecilio                |                    |                                                                             |
| 1980 | Maria Rosario Silayan †         | Tercera finalista  |                                                                             |
| 1981 | Maria Caroline Mendoza          |                    |                                                                             |
| 1982 | Maria Isabel Lopez              |                    |                                                                             |
| 1983 | Rosita Capuyon                  |                    |                                                                             |
| 1984 | Maria Desiree Verdadero         | Tercera finalista  |                                                                             |
| 1985 | Joyce Ann Burton                |                    |                                                                             |
| 1986 | Violeta Asela Naluz             |                    |                                                                             |
| 1987 | Geraldine Edith Asis            | Top 10             |                                                                             |
| 1988 | Perfida Limpin                  |                    |                                                                             |
| 1989 | Sara Jane Paez                  |                    |                                                                             |
| 1990 | Germelina Leah Padilla          |                    |                                                                             |
| 1991 | Maria Lourdes Gonzales          |                    |                                                                             |
| 1992 | Elizabeth Berroya               |                    |                                                                             |
| 1993 | Melinda Joanna Gallardo         |                    |                                                                             |
| 1994 | Charlene Mae Gonzales           | Top 6              | - Mejor Traje Nacional - Premio al Mejor Cabello de Marfil                  |
| 1995 | Joanne Santos                   |                    |                                                                             |
| 1996 | Aileen Damiles                  |                    | - Miss Fotogénica                                                           |
| 1997 | Abbygale Arenas                 |                    | - Miss Fotogénica                                                           |
| 1998 | Jewel May Lobaton               |                    |                                                                             |
| 1999 | Miriam Quiambao                 | Primera finalista  | - Premio Clairol Herbal Essence Style                                       |
| 2000 | Nina Ricci Alagao               |                    |                                                                             |
| 2001 | Zorayda Ruth Andam              |                    | - Primera finalista en Mejor Traje Nacional                                 |
| 2002 | Karen Loren Agustin             |                    |                                                                             |
| 2003 | Carla Gay Balingit              |                    |                                                                             |
| 2004 | Maricar Balagtas                |                    |                                                                             |
| 2005 | Gionna Cabrera                  |                    | - Miss Fotogénica - Top 5 en Mejor Traje Nacional - Thai Airways Silk Award |
| 2006 | Lia Andrea Ramos                |                    | - Miss Fotogénica                                                           |
| 2007 | Anna Theresa Licaros            |                    | - Miss Fotogénica                                                           |
| 2008 | Jennifer Barrientos             |                    |                                                                             |
| 2009 | Pamela Bianca Manalo            |                    |                                                                             |
| 2010 | Maria Venus Raj                 | Cuarta finalista   |                                                                             |
| 2011 | Shamcey Supsup                  | Tercera finalista  |                                                                             |
| 2012 | Janine Mari Tugonon             | Primera finalista  |                                                                             |
| 2013 | Ariella Arida                   | Tercera finalista  | - Ganadora del Voto del Público - Princesa de Hielo                         |
| 2014 | Mary Jean Lastimosa             | Top 10             |                                                                             |
| 2015 | Pia Wurtzbach                   | Miss Universo 2015 |                                                                             |
| 2016 | Maria Mika Maxine Medina        | Top 6              |                                                                             |
| 2017 | Rachel Louise Peters            | Top 10             |                                                                             |
| 2018 | Catriona Elisa Gray             | Miss Universo 2018 |                                                                             |
| 2019 | Gazini Christiana Jordi Ganados | Top 20             | - Mejor Traje Nacional                                                      |

#### Miss Supranacional
Binibining Pilipinas Supranacional (2013-2019)
| Año  | Representante         | Posición alcanzada      | Premio(s) especial(es) |
| ---- | --------------------- | ----------------------- | ---------------------- |
| 2012 | Elaine Kay Moll       | Tercera finalista       |                        |
| 2013 | Mutya Johanna Datul   | Miss Supranacional 2013 | - Miss Personalidad    |
| 2014 | Yvethe Marie Santiago | Top 20                  |                        |
| 2015 | Rogelie Catacutan     | Top 20                  |                        |
| 2016 | Joanna Louise Eden    | Top 25                  |                        |
| 2017 | Chanel Olive Thomas   | Top 10                  | - Miss Simpatía        |
| 2018 | Jehza Mae Huelar      | Top 10                  |                        |
| 2019 | Resham Saeed          | Top 25                  |                        |

#### Miss Grand Internacional
Binibining Pilipinas Grand Internacional (2013, 2015-2022)
| Año  | Representante               | Posición alcanzada        | Premio(s) especial(es) | Ref.   |
| ---- | --------------------------- | ------------------------- | ---------------------- | ------ |
| 2013 | Annalie Forbes              | Tercera finalista         |                        | [ 5 ]  |
| 2015 | Parul Shah                  | Tercera finalista         | - Mejor Traje Nacional | [ 6 ]  |
| 2016 | Nicole Cordoves             | Primera finalista         |                        | [ 7 ]  |
| 2017 | Elizabeth Clenci            | Segunda finalista         |                        | [ 8 ]  |
| 2018 | Eva Psychee Patalinjug      |                           |                        | [ 9 ]  |
| 2019 | Samantha Ashley Lo          | (Renunció)                |                        | [ 10 ] |
| 2019 | Maria Andrea Abesamis       | (Título asumido)          |                        | [ 11 ] |
| 2020 | Samantha Mae Bernardo       | Primera finalista         |                        | [ 12 ] |
| 2021 | Samantha Alexandra Panlilio |                           |                        | [ 13 ] |
| 2022 | Roberta Angela Tamondong    | Quinta finalista (Top 10) |                        |        |

#### Miss Intercontinental
Binibining Pilipinas Intercontinental (2014-2022)
| Year | Representante             | Posición alcanzada         | Premio(s) especial(es)                                                                                     |
| ---- | ------------------------- | -------------------------- | --- |
| 2014 | Kris Tiffany Janson       | Segunda finalista          | - Miss Fotogénica                                                                                          |
| 2015 | Christi Lynn McGarry      | Primera finalista          | - Miss Intercontinental Asia                                                                               |
| 2016 | Jennifer Ruth Hammond     | Top 15                     | |
| 2017 | Katarina Sonja Rodriguez  | Primera finalista          | - Miss Intercontinental Asia y Oceanía - Miss Popularidad en los Medios                                    |
| 2018 | Karen Juanita Gallman     | Miss Intercontinental 2018 | - Mejor Cuerpo Hermoso - Favorita de los Medios - Belleza Destacada - Miss Intercontinental Asia y Oceanía |
| 2019 | Emma Mary Tiglao          | Top 20                     | - Miss Popularidad                                                                                         |
| 2021 | Cinderella Faye Obeñita   | Miss Intercontinental 2021 | - Miss Intercontinental Asia y Oceanía - Miss Voto Popular                                                 |
| 2022 | Gabrielle Camille Basiano | Top 20                     | |

#### Miss Turismo Internacional
Binibining Pilipinas Turismo (1987-2015)
| Año  | Representante           | Posición alcanzada                                           | Premio(s) especial(es) |
| ---- | ----------------------- | ------------------------------------------------------------ | ---------------------- |
| 1987 | Marie Avon Garcia       | Sin concurso internacional                                   |                        |
| 1988 | Maritoni Judith Daya    | Sin concurso internacional                                   |                        |
| 1989 | Marichele Cruz          | Sin concurso internacional                                   |                        |
| 1990 | Milagros Javelosa       | Sin concurso internacional                                   |                        |
| 1993 | Jenette Fernando        | Sin concurso internacional                                   |                        |
| 1994 | Sheila Marie Dizon      | Sin concurso internacional                                   |                        |
| 2011 | Isabella Angela Manjon  |                                                              |                        |
| 2012 | Katrina Jayne Dimaranan | El concurso fue cancelado                                    |                        |
| 2013 | Joanna Cindy Miranda    | Top 10                                                       |                        |
| 2014 | Parul Shah              | Designada como Binibining Pilipinas Grand Internacional 2015 |                        |
| 2015 | Ann Lorraine Colis      | Designada como Binibining Pilipinas Globe 2015               |                        |

#### Miss Mundo
Binibining Pilipinas Mundo (1992-2010)
| Año  | Representante               | Posición alcanzada | Premio(s) especial(es)               |
| ---- | --------------------------- | ------------------ | ------------------------------------ |
| 1992 | Marina Pura Benipayo        |                    |                                      |
| 1993 | Sharmaine Ruffa Gutierrez   | Segunda finalista  | - Reina de Belleza de Asia y Oceanía |
| 1994 | Caroline Subijano           | Top 10             |                                      |
| 1995 | Reham Snow Tago             |                    |                                      |
| 1996 | Daisy Reyes                 |                    | - Miss Personalidad                  |
| 1997 | Kristine Rachel Florendo    |                    |                                      |
| 1998 | Rachel Soriano              |                    |                                      |
| 1999 | Lalaine Edson               |                    |                                      |
| 2000 | Katherine Annwen De Guzman  |                    |                                      |
| 2001 | Gilrhea Quinzon             |                    |                                      |
| 2002 | Katherine Anne Manalo       | Top 10             |                                      |
| 2003 | Maria Rafaela Yunon         | Top 5              |                                      |
| 2004 | Maria Karla Bautista        | Top 5              | - Reina de Belleza de Asia y Oceanía |
| 2005 | Carlene Aguilar             | Top 15             |                                      |
| 2006 | Anna Maris Igpit            |                    |                                      |
| 2007 | Margaret Wilson             |                    |                                      |
| 2008 | Danielle Kirsten Castaño    |                    |                                      |
| 2009 | Marie-Ann Umali             |                    |                                      |
| 2010 | Czarina Catherine Gatbonton |                    |                                      |

#### Miss Maja Internacional
Binibining Pilipinas Maja Internacional (1973-1995)
| Año  | Representante              | Posición alcanzada         | Premio(s) especial(es)                        |
| ---- | -------------------------- | -------------------------- | --------------------------------------------- |
| 1973 | Maria Nanette Prodigalidad | Primera finalista          | - Maja Fotogenia                              |
| 1974 | Pacita Eduarda Guevara     | Tercera finalista          |                                               |
| 1975 | Annette Liwanag            | Cuarta finalista           |                                               |
| 1976 | Cynthia Nakpil             |                            |                                               |
| 1977 | Annabelle Arambulo         |                            |                                               |
| 1978 | Ligaya Pascual             |                            |                                               |
| 1979 | Maria Teresa Carlson       |                            | - Mejor en Traje Nacional                     |
| 1980 | Maria Asuncion Spirig      |                            | - Mejor en Traje Nacional                     |
| 1981 | Josephine Bautista         |                            | - Mejor Traje Nacional - Maja Popularidad     |
| 1982 | Nanette Cruz               |                            |                                               |
| 1983 | Maria Anna Cadiz           | Top 10                     | - Mejor en Traje Nacional                     |
| 1984 | Catherine Jane Brummitt    | Top 10                     |                                               |
| 1985 | Maria Luisa Gonzales       | Segunda finalista          | - Mejor en Traje Nacional                     |
| 1986 | María Cristina Recto       |                            | - Mejor en Traje Nacional - Miss Maja Talento |
| 1987 | Maria Luisa Jimenez        | Top 10                     |                                               |
| 1988 | Maria Muriel Moral         |                            | - Mejor Traje Nacional - Miss Maja Simpática  |
| 1989 | Jeanne Therese Hilario     | Segunda finalista          |                                               |
| 1990 | Precious Bernadette Tongko | Sin concurso internacional |                                               |
| 1991 | Selina Manalad             |                            | - Miss Maja Popularidad                       |
| 1992 | Marina Pura Benipayo       | Sin concurso internacional |                                               |
| 1995 | Tiffany Cuña               | Top 15                     |                                               |

#### Miss Joven Internacional
Binibining Pilipinas Joven Internacional (1970–1985)
| Year | Representante               | Posición alcanzada         | Premio(s) especial(es)    |
| ---- | --------------------------- | -------------------------- | ------------------------- |
| 1970 | Carmencita Avecilla         | Segunda finalista          |                           |
| 1971 | Maricar Zaldarriaga         | Top 15                     | - Miss Fotogénica         |
| 1972 | Maria Lourdes Vallejo       | Top 15                     |                           |
| 1973 | Maria Milagros de la Fuente |                            |                           |
| 1974 | Deborah Enriquez            |                            |                           |
| 1975 | Jean Saburit                |                            |                           |
| 1976 | Marilou Fernandez           |                            |                           |
| 1977 | Dorothy Sue Bradley         | Primera finalista          | - Mejor en Traje Nacional |
| 1978 | Anne Rose Blas              |                            |                           |
| 1979 | Maria Teresa Carlson        |                            |                           |
| 1980 | Maria Felicidad Luis        | Cuarta finalista           |                           |
| 1981 | Joyce Ann Burton            | Top 15                     |                           |
| 1982 | Sharon Georgina Hughes      | Sin concurso internacional |                           |
| 1983 | Shalymar Alcantara          | Top 15                     |                           |
| 1984 | Rachel Anne Wolfe           | Sin concurso internacional |                           |
| 1985 | Divina Cristina Alcala      | Sin concurso internacional |                           |